# Valéria Pretinha
Valéria Aparecida Bonifácio (Caçapava, 9 de março de 1968) é uma jogadora de futebol brasileira.

## Biografia e carreira
Valéria é natural de Caçapava, no estado de São Paulo. Ela jogou pela Seleção Brasileira de Futebol Feminino em mais de 50 jogos entre 1988 e 2000. Pela Seleção, foi bicampeã da Copa América Feminina em 1995 e 1998, e terceiro lugar na Copa do Mundo de 1999.
A jogadora tem passagens por Palmeiras, Cruzeiro, Portuguesa, Corinthians, Flamengo, São José E.C., Vasco da Gama e Saad.
Aos 39 anos encerrou sua carreira e passou a atuar como coordenadora do Núcleo de Base da Secretária de Cultura, Esporte e Lazer de Caçapava (SP) e treinadora de um clube amador de Piratininga.
Nas eleições municipais de 2020, Valéria foi candidata a vereadora da cidade de Caçapava, porém não foi eleita.

## Principais conquistas
Copa América Feminina
- Campeã – 1995
- Campeã – 1998

Copa do Mundo
- 3.º lugar – 1999